# Messier 25
Messier 25 (M25, auch als IC 4725 bezeichnet) ist einer der fünf hellsten offenen Sternhaufen im Sommersternbild Schütze (Sagittarius). Er hat eine Helligkeit von +4,6 mag und eine Winkelausdehnung von 32'.
Einige Grad westlich liegt – fast im Zentrum der Milchstraße – die kleine Sagittariuswolke (M24) und der mit M25 vergleichbare Sternhaufen Messier 23. 
Siehe auch: Messier-Katalog